# Citroën Typ B12
Der Citroën Typ B12 war ein Fahrzeug von Citroën, welches in verschiedenen Bauarten von 1925 bis 1927 gefertigt wurde.

## Beschreibung
Der Citroën Typ B12 ersetzte im Oktober 1925 den Citroën Typ B10. Bis Januar 1927 produzierte der französische Autohersteller Citroën 38381 Exemplare. Der B12, dessen stärkste Konkurrenz in Frankreich der Peugeot Typ 177 und der Renault Type KZ waren, wurde in moderner Fließbandfertigung hergestellt und war deutlich erfolgreicher als seine Mitbewerber.
Bereits der B10, von dem der B12 das Chassis und den Motor übernahm, wurde in Ganzstahlkarosserie-Bauweise gebaut. Citroën war damit der erste Hersteller in Europa gewesen. Jedoch ergaben sich zu Beginn Anlaufschwierigkeiten und die Steifigkeit der Karosserie war nicht hoch genug. Sobald sich das Fahrzeug bewegte, verdrehte oder verbog sich der Rahmen, wodurch Teile der Karosserie frei standen oder etwa Türen sich von selbst spontan öffneten. Dies führte zu einer Beeinträchtigung des Rufes von Citroën. Der B10 hatte das Fahrgestell vom Citroën Typ B2 übernommen und es war schnell klar, dass ein festes und steifes Chassis für die notwendige Steifigkeit der Ganzstahlkarosserie benötigt würde. In einem ständigen kurzen Lernprozess wurde durch die Zugabe von Stahlverstärkungen das Chassis so weit verstärkt, dass keine Probleme mehr auftraten. Um das auch nach außen hin deutlich zu machen, wurde nach nur einem Jahr Bauzeit des B10 der B12 als Nachfolger eingeführt.
Durch das zusätzliche Gewicht bei Chassis und Karosserie war die Höchstgeschwindigkeit des 1452-cm³-Benzinmotors, der im B2 erstmals eingeführt worden war, beim B10 auf 70 km/h statt 72 gesunken. Eine Überarbeitung des Motors brachte nun eine Leistungssteigerung von 20 auf 22 PS, wodurch nun wieder 72 km/h bei der schwersten Version, der Limousine, und bessere Beschleunigung möglich war. Diese Ausführung des Motors war für alle anderen Karosserievarianten optional erhältlich, denn mit Start des B12 endete auch die Produktion des B2. Gab es den B10 nur als Limousine und Torpedo, bot Citroën daher nun auch einen Pritschenwagen für den kommerziellen Verkauf, mit Kastenaufbau als Boulangère, sowie eine kommerzielle Limousinenversion – vor allem als Taxi – und eine spezielle Cabriolimousine.
Der B10 hatte nur hintere Trommelbremsen und war vorne ungebremst. Beim B12 gab es nun auch vorne Trommelbremsen und zudem auch eine neue halbelliptische Blattfederanordnung an der Vorderseite, um den Fahrkomfort zu verbessern.
Wurden in dem einen Jahr Produktion des B10 nur 17259 Exemplare hergestellt, waren es beim B12 mit 38381 Exemplaren mehr als doppelt so viele. Zwar wurde der B12 noch bis Januar 1927 produziert, aber schon seit Oktober 1926 wurde auch das Nachfolgemodell Citroën Typ B14 produziert und verkauft.

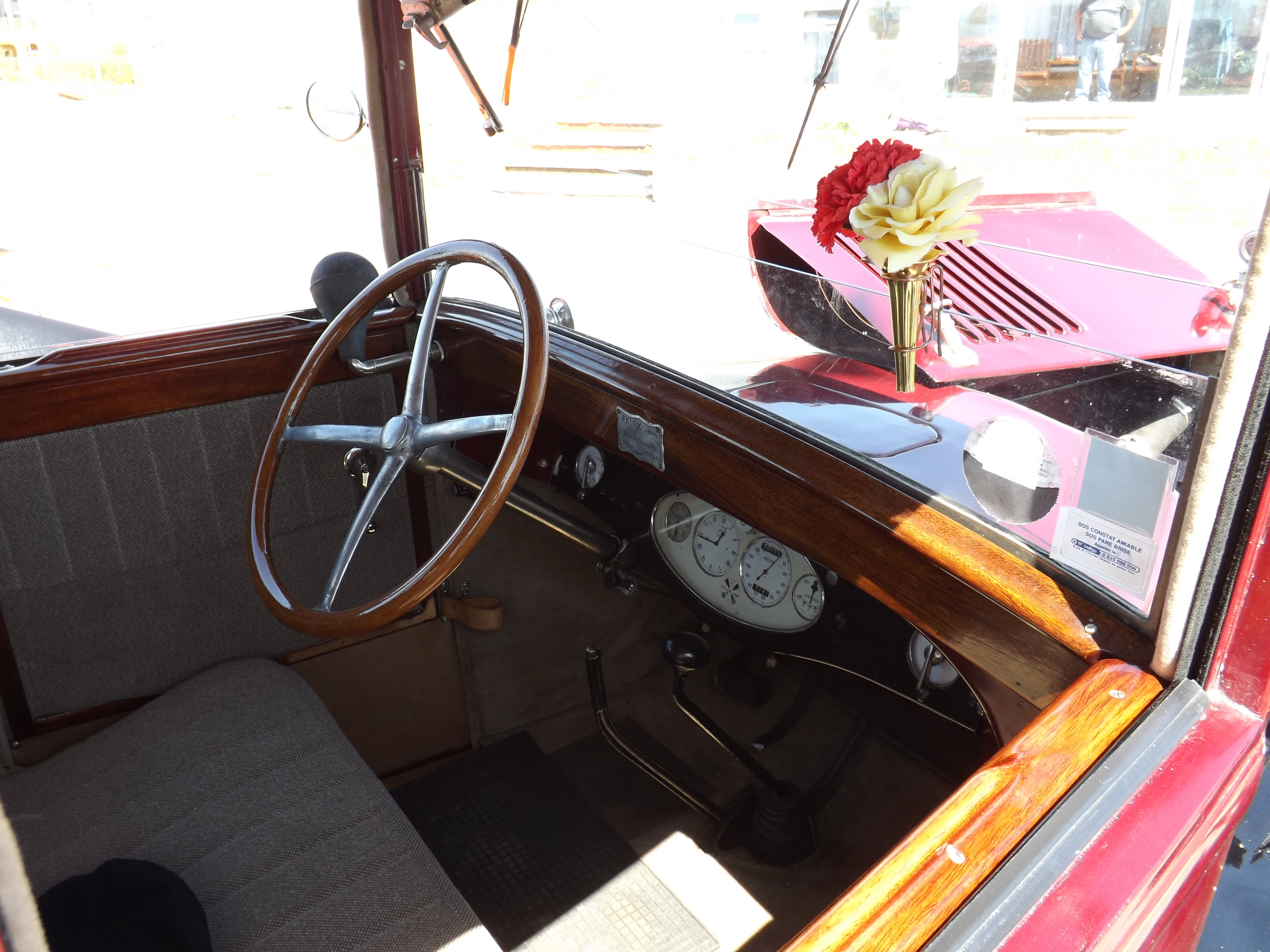
Armaturenbrett
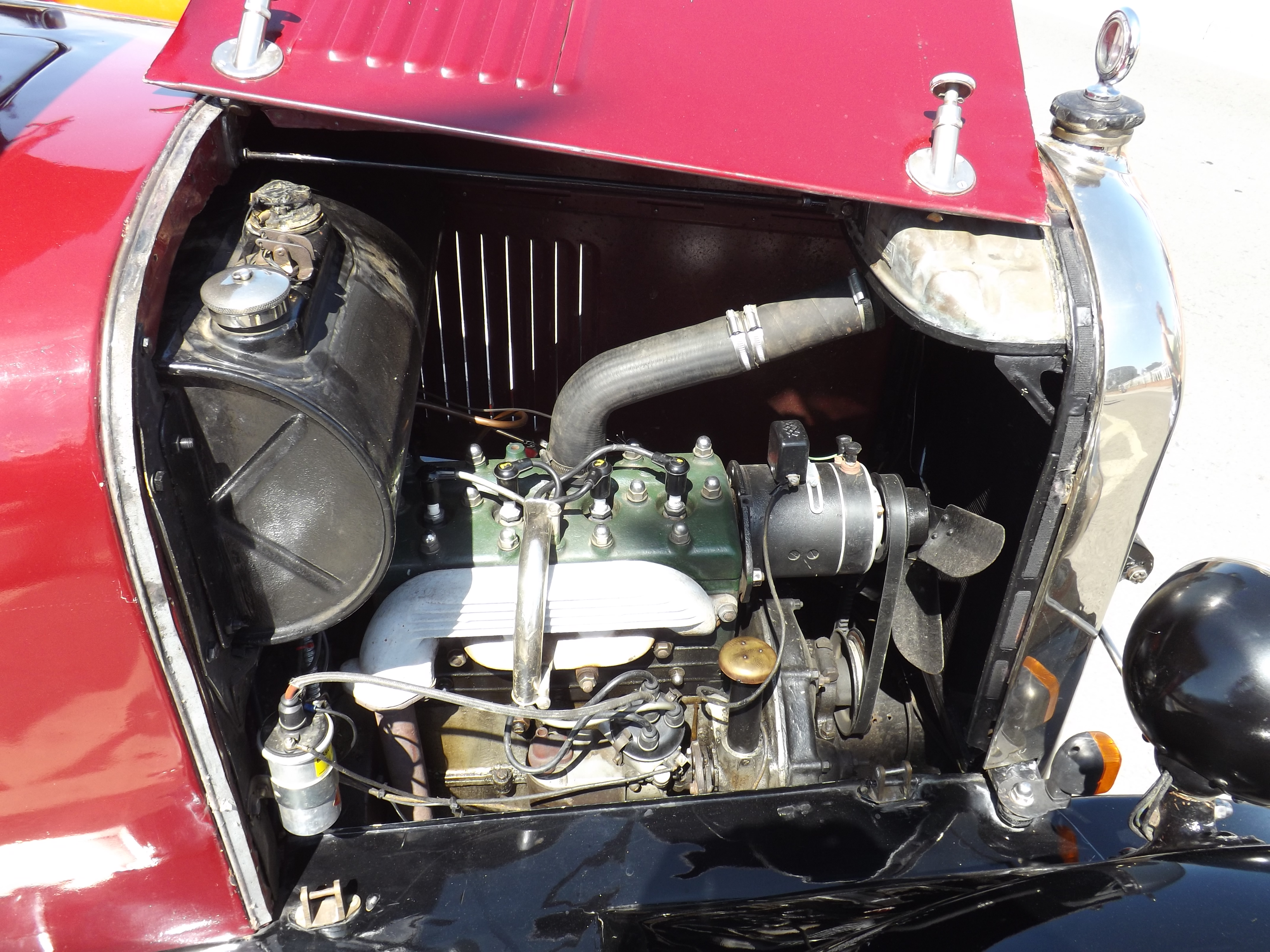
Motor
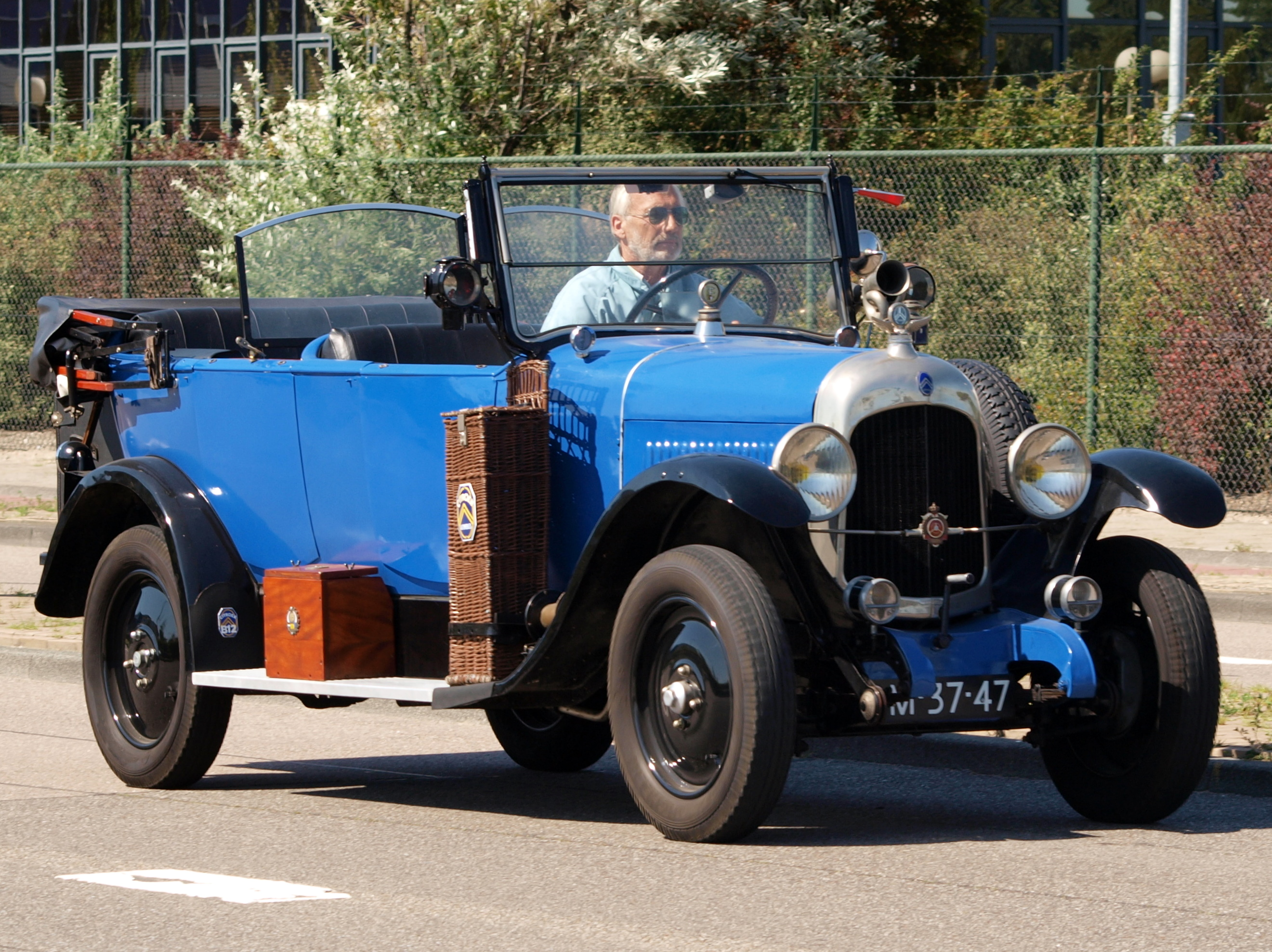
B12
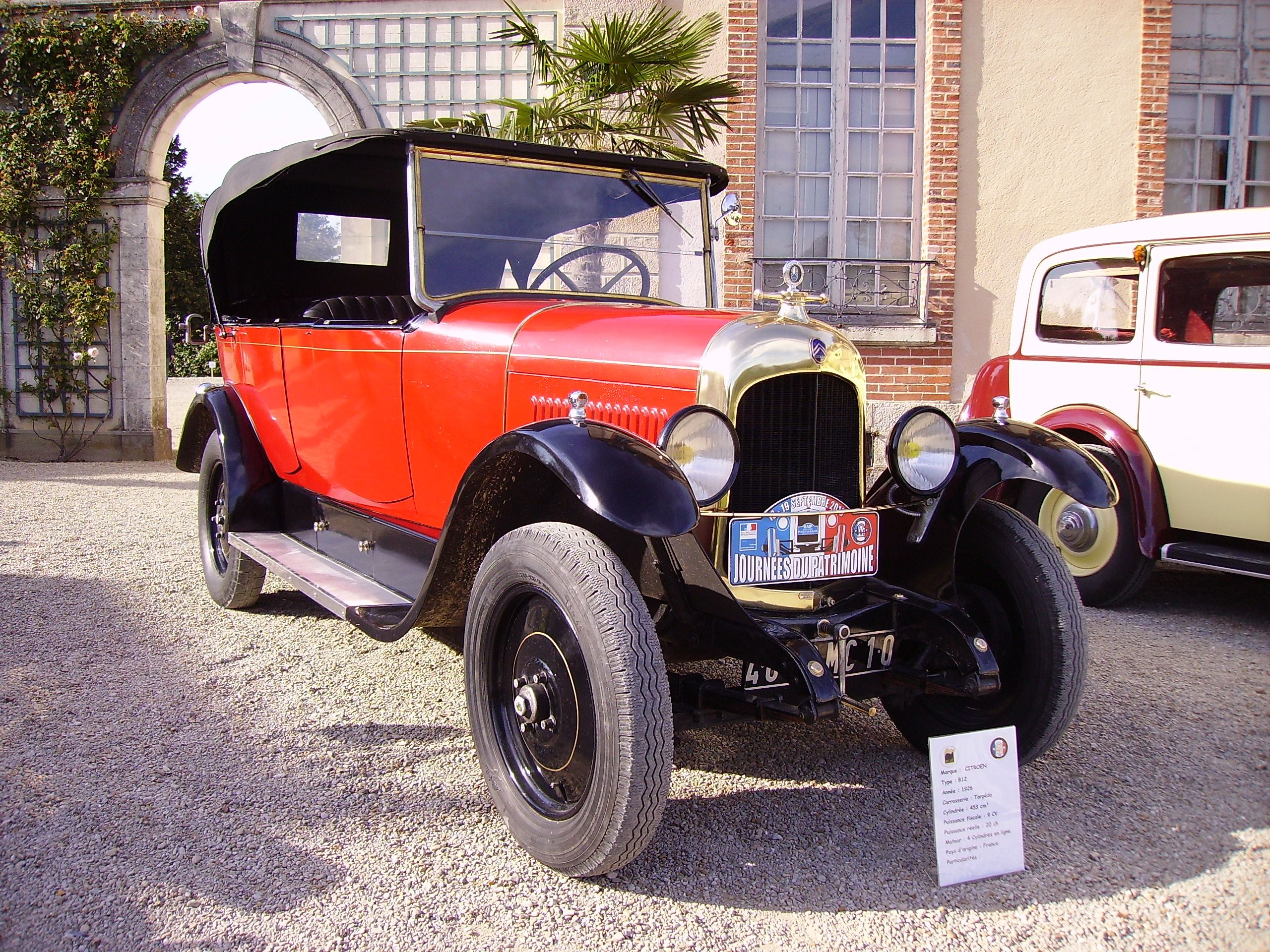
Torpedo
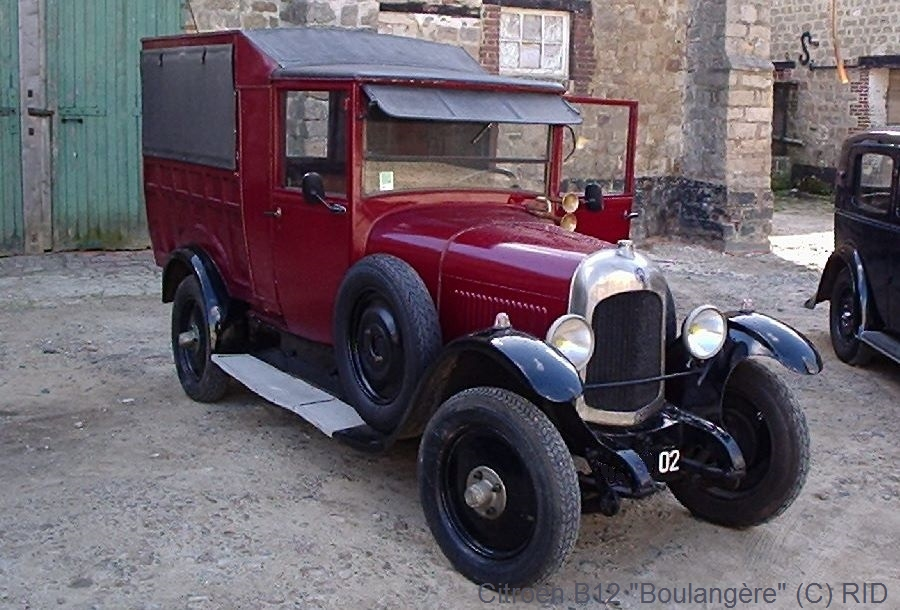
Kastenwagen Boulangère
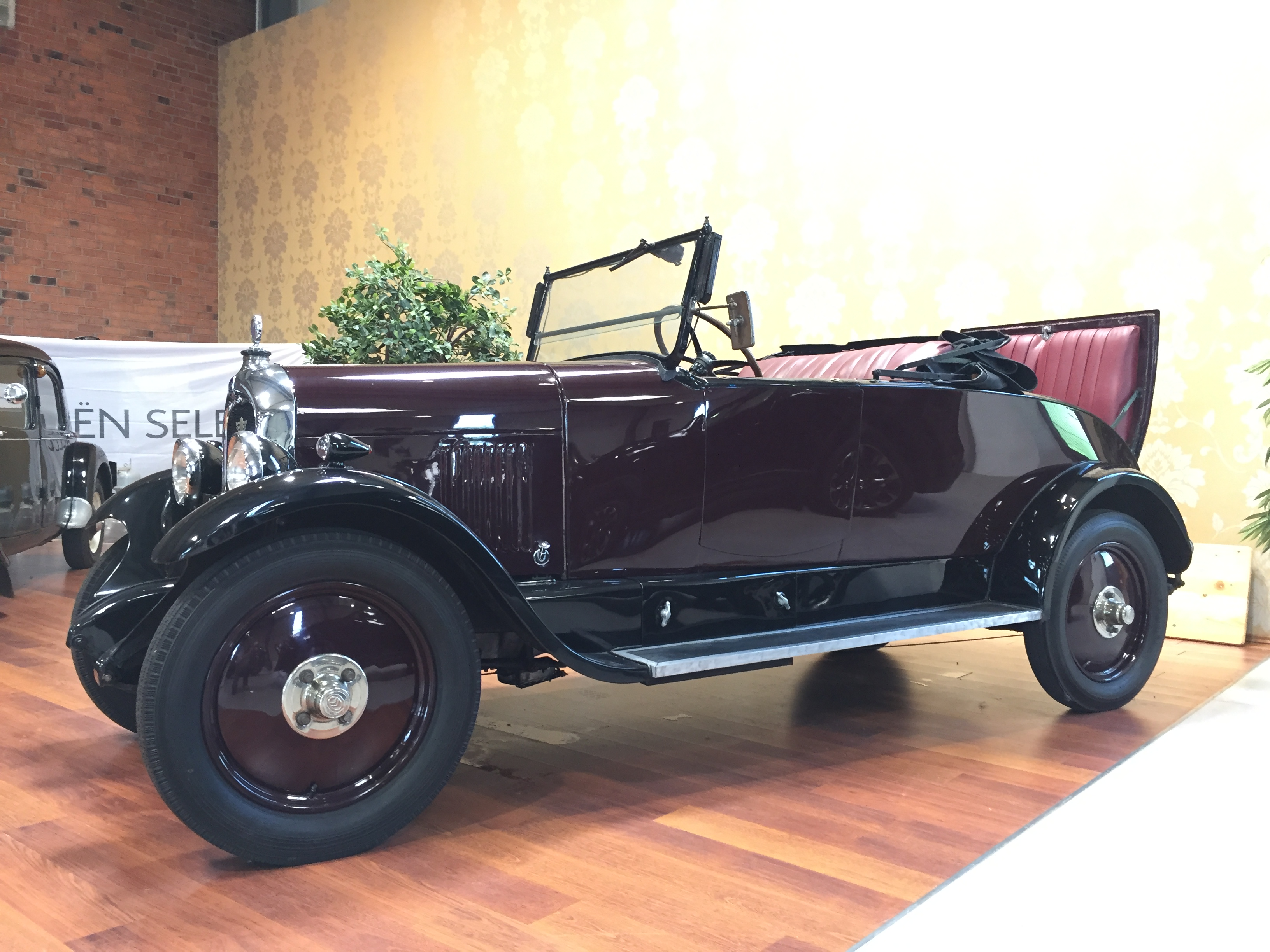
B12 Torpedo Cabriolet
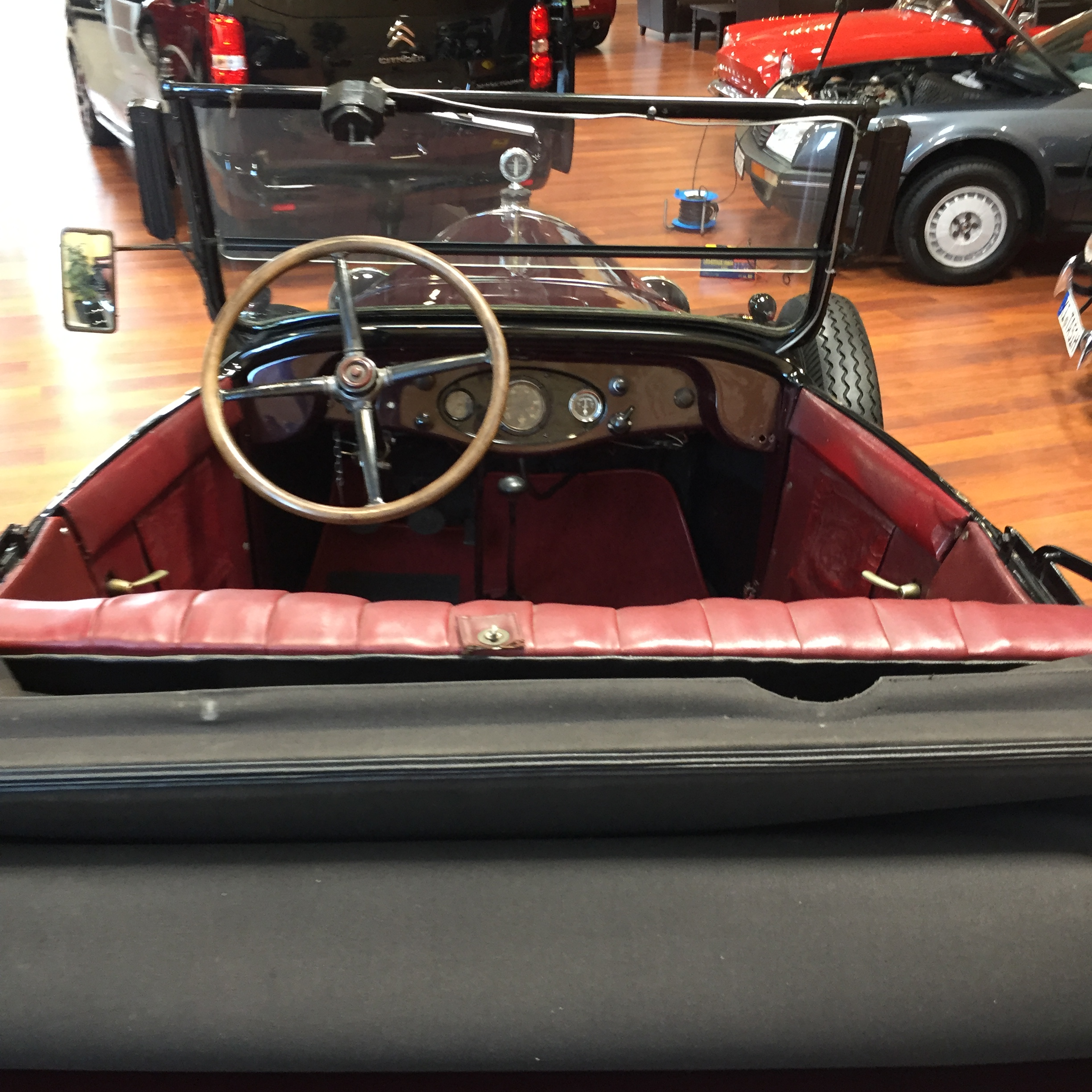
Cabriolet Cockpit

## Einstufung im französischen Steuer- und Versicherungssystem
Der Wagen war, wie seine drei Vorgänger, ein 10 CV.